# Claudio Lusuardi
Claudio Lusuardi (Modena, 30 dicembre 1949) è un pilota motociclistico italiano ritiratosi dall'attività agonistica.

## Carriera
Dopo alcune esperienze nelle gare di regolarità, Lusuardi esordì nella velocità nel 1967, dopo essere stato assunto presso l'officina dell'ex pilota e costruttore Francesco Villa. Specialista delle piccole cilindrate, in modo particolare della 50, Lusuardi fece la sua prima comparsa nel Motomondiale al GP delle Nazioni 1972, dove terminò al decimo posto la gara della 50 su una Villa. Nello stesso anno terminò al quarto posto (a pari merito con Gilberto Parlotti e Otello Buscherini) il Campionato Italiano.
Sempre con una 50 costruita da Francesco Villa, Lusuardi terminò al secondo posto l'Italiano 1973 e vinse il titolo nazionale nel 1974. La vittoria fu poi bissata nel 1975, anno in cui il centauro modenese terminò al decimo posto il Mondiale con una Derbi. Dopo il biennio 1976-1977, passato tra la Villa e la costruzione di una 50 con il proprio nome, Lusuardi passò alla Bultaco per la stagione 1978, terminando il Mondiale in settima posizione grazie al 2º posto (dietro al compagno di Marca Tormo) in Cecoslovacchia.
Lusuardi resterà in Bultaco sino al 1980, vincendo due titoli italiani (1979 e 1980), prima di ritornare alla corte di Francesco Villa, con cui avrà i suoi migliori risultati nel Mondiale (3º nel 1982 e 1983) e un Campionato Italiano (1983), prima di ritirarsi alla fine del 1983.
Dopo il ritiro, Lusuardi restò nell'ambiente motociclistico, dapprima costruendo una 80 che vinse il titolo italiano 1985 con Bruno Casanova, e poi come team-manager per la Cagiva nel campionato Sport Production, con la quale vince il titolo nel 1994 avendo Valentino Rossi come pilota, in sella ad una Cagiva Mito 125.
Successivamente Lusuardi iniziò a gestire la concessionaria di motocicli Ducati di Modena, occupandosi prevalentemente di officina, riparazioni, e soprattutto, di preparazioni e assetti per moto da corsa.

## Risultati nel motomondiale

### Classe 50
| 1972 | Classe | Moto  |   |    |    |    |    |   |   |   |   |    |   |    |   |  | Punti | Pos. |
| ---- | ------ | ----- | - | -- | -- | -- | -- | - | - | - | - | -- | - | -- | - |  | ----- | ---- |
| 1972 | 50     | Villa | - | NE | NE | 10 | NE | - | - | - | - | NE | - | NE | - |  | 1     | 36º  |

| 1973 | Classe | Moto  |    |    |   |   |    |   |   |   |    |   |    |   |  |  | Punti | Pos. |
| ---- | ------ | ----- | -- | -- | - | - | -- | - | - | - | -- | - | -- | - |  |  | ----- | ---- |
| 1973 | 50     | Villa | NE | NE | - | 9 | NE | - | - | - | NE | - | NE | - |  |  | 2     | 27º  |

| 1974 | Classe | Moto  |   |   |    |   |    |   |   |   |   |   |   |   |  |  | Punti | Pos. |
| ---- | ------ | ----- | - | - | -- | - | -- | - | - | - | - | - | - | - |  |  | ----- | ---- |
| 1974 | 50     | Villa | - | - | NE | 6 | NE | - | - | - | - | - | 6 | - |  |  | 10    | 16º  |

| 1975 | Classe | Moto  |    |     |    |   |   |    |   |   |   |   |    |   |  |  | Punti | Pos. |
| ---- | ------ | ----- | -- | --- | -- | - | - | -- | - | - | - | - | -- | - |  |  | ----- | ---- |
| 1975 | 50     | Derbi | NE | Rit | NE | - | 4 | NE | - | - | - | - | NE | 4 |  |  | 16    | 10º  |

| 1976 | Classe | Moto  |     |    |   |   |    |   |   |   |   |    |   |   |  |  | Punti | Pos. |
| ---- | ------ | ----- | --- | -- | - | - | -- | - | - | - | - | -- | - | - |  |  | ----- | ---- |
| 1976 | 50     | Villa | Rit | NE | - | - | NE | - | - | - | - | NE | - | 7 |  |  | 4     | 21º  |

| 1977 | Classe | Moto     |    |    |   |     |   |    |    |   |   |   |    |    |    |  | Punti | Pos. |
| ---- | ------ | -------- | -- | -- | - | --- | - | -- | -- | - | - | - | -- | -- | -- |  | ----- | ---- |
| 1977 | 50     | Lusuardi | NE | NE | - | Rit | - | NE | 12 | - | - | 6 | NE | NE | NE |  | 5     | 18º  |

| 1978 | Classe | Moto    |    |     |    |    |    |    |   |    |    |    |    |   |   |  | Punti | Pos. |
| ---- | ------ | ------- | -- | --- | -- | -- | -- | -- | - | -- | -- | -- | -- | - | - |  | ----- | ---- |
| 1978 | 50     | Bultaco | NE | Rit | NE | NE | 12 | 15 | 4 | NE | NE | NE | 11 | 2 | - |  | 20    | 7º   |

| 1979 | Classe | Moto    |    |    |   |     |     |     |   |   |    |    |    |    |     |  | Punti | Pos. |
| ---- | ------ | ------- | -- | -- | - | --- | --- | --- | - | - | -- | -- | -- | -- | --- |  | ----- | ---- |
| 1979 | 50     | Bultaco | NE | NE | - | Rit | Rit | Rit | - | - | NE | NE | NE | NE | Rit |  | 0     |      |

| 1980 | Classe | Moto    |   |   |    |    |   |   |    |    |    |   |  |  |  |  | Punti | Pos. |
| ---- | ------ | ------- | - | - | -- | -- | - | - | -- | -- | -- | - |  |  |  |  | ----- | ---- |
| 1980 | 50     | Bultaco | - | 9 | NE | 10 | - | - | NE | NE | NE | - |  |  |  |  | 3     | 18º  |

| 1981 | Classe | Moto  |    |    |   |   |    |   |   |   |   |   |    |    |    |   | Punti | Pos. |
| ---- | ------ | ----- | -- | -- | - | - | -- | - | - | - | - | - | -- | -- | -- | - | ----- | ---- |
| 1981 | 50     | Villa | NE | NE | 8 | 8 | NE | 7 | 6 | - | - | 7 | NE | NE | NE | 7 | 23    | 9º   |

| 1982 | Classe | Moto  |    |    |    |   |   |   |    |   |    |    |    |    |     |   | Punti | Pos. |
| ---- | ------ | ----- | -- | -- | -- | - | - | - | -- | - | -- | -- | -- | -- | --- | - | ----- | ---- |
| 1982 | 50     | Villa | NE | NE | NE | 3 | 3 | 6 | NE | 4 | NE | NE | NE | NE | Rit | 3 | 43    | 3º   |

| 1983 | Classe | Moto  |    |     |   |     |   |    |     |   |    |    |    |   |  |  | Punti | Pos. |
| ---- | ------ | ----- | -- | --- | - | --- | - | -- | --- | - | -- | -- | -- | - |  |  | ----- | ---- |
| 1983 | 50     | Villa | NE | Rit | 2 | Rit | 4 | NE | Rit | 4 | NE | NE | NE | 3 |  |  | 38    | 3º   |

| Legenda | 1º posto        | 2º posto            | 3º posto            | A punti      | Senza punti        | Grassetto – Pole position Corsivo – Giro più veloce |
| Legenda | Gara non valida | Non qual./Non part. | Ritirato/Non class. | Squalificato | '-' Dato non disp. | Grassetto – Pole position Corsivo – Giro più veloce |

### Classe 125
| 1975 | Classe | Moto  |   |     |   |   |   |    |   |   |   |    |   |     |  |  | Punti | Pos. |
| ---- | ------ | ----- | - | --- | - | - | - | -- | - | - | - | -- | - | --- |  |  | ----- | ---- |
| 1975 | 125    | Derbi | - | Rit | - | - | - | NE | - | - | - | NE | - | Rit |  |  | 0     |      |

| 1977 | Classe | Moto       |   |   |   |     |   |   |   |   |   |   |   |    |   |  | Punti | Pos. |
| ---- | ------ | ---------- | - | - | - | --- | - | - | - | - | - | - | - | -- | - |  | ----- | ---- |
| 1977 | 125    | Morbidelli | - | - | - | Rit | - | - | 9 | - | - | 5 | - | NE | - |  | 8     | 19º  |

| 1978 | Classe | Moto       |     |   |     |     |     |   |    |   |   |   |   |    |    |  | Punti | Pos. |
| ---- | ------ | ---------- | --- | - | --- | --- | --- | - | -- | - | - | - | - | -- | -- |  | ----- | ---- |
| 1978 | 125    | Morbidelli | Rit | - | Rit | Rit | Rit | - | NQ | - | - | - | - | NE | 14 |  | 0     |      |

| Legenda | 1º posto        | 2º posto            | 3º posto            | A punti      | Senza punti        | Grassetto – Pole position Corsivo – Giro più veloce |
| Legenda | Gara non valida | Non qual./Non part. | Ritirato/Non class. | Squalificato | '-' Dato non disp. | Grassetto – Pole position Corsivo – Giro più veloce |

### Classe 250
| 1978 | Classe | Moto            |     |   |    |   |   |   |   |   |   |   |   |   |   |  | Punti | Pos. |
| ---- | ------ | --------------- | --- | - | -- | - | - | - | - | - | - | - | - | - | - |  | ----- | ---- |
| 1978 | 250    | Harley-Davidson | Rit | - | NE | - | - | - | - | - | - | - | - | - | - |  | 0     |      |

| Legenda | 1º posto        | 2º posto            | 3º posto            | A punti      | Senza punti        | Grassetto – Pole position Corsivo – Giro più veloce |
| Legenda | Gara non valida | Non qual./Non part. | Ritirato/Non class. | Squalificato | '-' Dato non disp. | Grassetto – Pole position Corsivo – Giro più veloce |